# Perilitus lipari
Perilitus lipari är en stekelart som först beskrevs av Capek och Jaroslav Stary 1995.  Perilitus lipari ingår i släktet Perilitus och familjen bracksteklar. Inga underarter finns listade i Catalogue of Life.